# فيل فريمان
فيل فريمان (بالإنجليزية: Phil Freeman)‏ هو لاعب كرة قدم أمريكية أمريكي، ولد في 9 ديسمبر 1962 في سانت بول في الولايات المتحدة.

## وصلات خارجية
- فيل فريمان على موقع مرجع كرة القدم المحترفة.كوم (الإنجليزية)